# Brandval Station
Brandval Station (Brandval stasjon) er en tidligere jernbanestation på Solørbanen, der ligger i sognet Brandval i Kongsvinger kommune i Norge.
Stationen blev oprettet 22. januar 1912. Omkring 1960 blev den nedgraderet til holdeplads og 28. maj 1967 til ubemandet trinbræt. Persontrafikken på banen blev indstillet 29. august 1994.